# Krzesisława Dubielówna
Krzesisława Dubielówna (właściwie Krzesisława Dubiel-Hrydzewicz, ur. 28 marca 1934 w Chorzowie, zm. 4 sierpnia 2025 w Gdańsku) – polska aktorka teatralna i telewizyjna, pedagog.

## Życiorys
W roku 1957 ukończyła studia aktorskie w Państwowej Wyższej Szkole Teatralnej im. Ludwika Solskiego w Krakowie. W latach 1957–59 i 1960–61 związana z Teatrem Śląskim im. Stanisława Wyspiańskiego w Katowicach, w latach 1959–60 i 1961–65 Teatrem Ludowym w Nowej Hucie. Od roku 1965 była na stałe związana z Teatrem Polskim we Wrocławiu.
Na deskach teatru debiutowała 9 grudnia 1956 rolą Celii w komedii Szekspira „Jak wam się podoba” w reżyserii Tadeusza Burnatowicza na scenie PWST w Krakowie. W latach 1984–93 była dziekanem Wydziału Aktorskiego PWST we Wrocławiu. Na swoim koncie miała ponad sto ról teatralnych. Jej mężem był wrocławski aktor i pedagog Andrzej Hrydzewicz (1932-2020). 
W 2024 roku została odznaczona Srebrną Odznaką Honorową Wrocławia.
Zmarła 4 sierpnia 2025 roku w Gdańsku, a 20 sierpnia zostanie pochowana u boku męża w Jeleniej Górze. 

## Literatura
- Józef Pieracki, [w:] Encyklopedia teatru polskiego (osoby) [dostęp 2021-04-09].
- Krzesisława Dubielówna w bazie  filmpolski.pl